# 歡迎來到Pia Carrot!!
《歡迎來到Pia Carrot!!》是Cocktail Soft（F&C）在1996年7月26日發售的PC-9801平台成人遊戲，歡迎來到Pia Carrot!!系列的第1作。後來移植到PC-FX、Sega Saturn，並且改編成OVA共三集。

## 角色
本作的男主角。
（聲優：美都いずみ）
祐介的青梅竹馬。
稲葉翔子（聲優：長崎みなみ）

小久保麗香（聲優：鳩野比奈）

河合雪子（聲優：夏野蛍）

神無月志保（聲優：歌織）

今井佐織（聲優：児玉さとみ）

（聲優：鳩野比奈）

北川清美（聲優：芽吹）

（聲優：琴美）
祐介的妹妹。
（聲優：吉野茜）
Sega Saturn版的新角色。新人女演員。
人設為KID的松尾幸洋。是松尾从動畫師改為遊戲原畫、人設的第一部作品。松尾任人設的見習天使系列（1st&2win）、秋之回憶系列（2～6）是後來的事。

## OVA
OVA是由Triple X製作，Pink Pineapple發售的成人動畫共三集。
集數列表
| 集數 | 標題 | 發售日         |
| ---- | ---- | -------------- |
| 1    |      | 1997年10月24日 |
| 2    |      | 1998年1月23日  |
| 3    |      | 1998年4月24日  |

## 外部連結
- 歡迎來到Pia Carrot!!系列官方網站 （页面存档备份，存于）（日語）